# 马正其
马正其（1959年3月—），男，重庆永川人，中华人民共和国政治人物。中央党校研究生学历，现任全国政协外事委员会委员。曾任第十届、十一届全国人大代表，中共重庆市一次、二次、三次党代会代表，重庆市二届、三届人大代表。中国共产党第十八届中央委员会候补委员，

## 生平
1976年10月参加工作，初任四川省永川县永安公社半脱产干部。1977年4月加入中国共产党。早年曾担任四川省永川县松溉乡党委书记、永川县临江区区委书记等职务。1984年9月至1986年6月，时任四川省永川县临江区委书记的马正其在重庆师范专科学校（后并入重庆师范大学）中文系干修班学习。1992年，担任四川省重庆市双桥区委副书记、区长。1993年9月至1995年12月，在四川省委党校经济管理专业接受本科层次的函授学习。1994年，任四川省荣昌县委书记。1997年，任重庆市政府副秘书长。1998年9月至2001年7月，在中央党校法学理论专业在职研究生班学习。2002年，任重庆市委常委、万州区委书记。2007年，升任重庆市副市长、重庆市政府党组成员。2008年起，任重庆市政府党组副书记。2011年起，兼任重庆行政学院院长。2013年4月，马正其调任国家工商行政管理总局党组成员、副局长。2018年1月，当选第十三届全国政协委员。2018年3月，任新组建的国家市场监督管理总局副局长。2019年5月，国务院免去马正其的国家市场监督管理总局副局长职务。

## 事件

### 遭举报
2013年7月29日，《新快报》记者刘虎通过其在新浪微博实名认证的账号实名举报国家工商总局副局长马正其嫌渎职犯罪，这是继罗昌平举报刘铁男、王文志举报宋林后的第三起中国大陆记者实名举报省部级高官的事件。对此，国家工商总局办公厅副主任接受采访时表示，已经知晓刘虎举报马正其一事，但是否认相关指控并表示与事实严重不符。8月23日中午，刘虎在其位于重庆市渝北区的家中，被北京警方和当地社区民警一同带走，刘虎被带走时带有手铐。刘虎在相关文件上签字，对方证件显示其为北京市公安局。